# 白井静雄
白井 静雄（しらい しずお、1948年11月2日 - 、東京都出身）は、日本のフリーアナウンサー。元文化放送アナウンサーで、元 編成局報道制作部デスク。法政大学文学部国文学科卒業。

## 来歴・人物
1971年4月1日に、アナウンサーとして文化放送に入社。同期アナウンサーは中田秀作（2001年退社）。1981年に報道部へ異動してからは、お昼のニュースや『ニュース・パレード』のキャスターを務める一方で、記者の立場で取材リポートを随時担当していた。 2001年からアナウンス部長を務めた後に、2007年7月から報道制作部へ再び異動。2008年9月25日までデスクを担当した後に、同年11月30日で文化放送の定年（60歳）を迎えたことを機に退職した。
退職後は、1年近い充電を経て、2009年10月11日から『ラジオふるさと便』の第4代パーソナリティとしてフリーアナウンサーとしての活動を開始した。
『ニュース・パレード』のエンドクレジットには、白井が文化放送へ在籍していた時期にアナウンスを収録した音源を、2022年の6月時点でも使用している。

## 過去の担当番組
- 「吉田照美のやる気MANMAN!」（「やるMANニュース」、PM14、15時台の天気予報担当）
- 「白井静雄のドンとこい!」（2002年10月7日～2005年9月30日）
- 「白井静雄の爆笑! ダジャレニュース」（インターネットラジオ BBQR）
- 「くにまるワイド ごぜんさま～」（文化放送ニュース担当）※2007年6月29日で降板。
- 「竹内靖夫の電リク・ハローパーティー」（火曜～金曜〔除く水曜日〕　18:10頃からのニュース解説担当）
- 「玉川美沙 たまなび」（「なるほど番長」月曜コメンテーター）※菅野詩朗アナウンサーとの隔週交代で出演。
- 「ラジオふるさと便」（2009年10月11日～2013年9月29日、4代目パーソナリティ）

報道制作部に異動後、制作に関わっている番組については、コメンテーターとして、出演する場合があった。